# Sifang
Sifang, tidigare romaniserat Szefang, var ett tidigare stadsdistrikt i Qingdao i Shandong-provinsen i norra Kina. I december 2012 slogs det samman med Shibei-distriktet.